# 尖连蕊茶
尖连蕊茶（学名：Camellia cuspidata）是山茶科山茶属的植物。分布于中国大陆的江西、陕西、安徽、湖南、广东、湖北、广西、福建、贵州、云南等地，目前尚未由人工引种栽培。

## 别名
尖叶山茶（中国高等植物图鉴）

## 变种
- 大花尖连蕊茶（学名：Camellia cuspidata var. grandiflora）是山茶科山茶属尖连蕊茶的变种。属中国原产的植物（非从国外引种）。
- 浙江尖连蕊茶（学名：Camellia cuspidata var. chekiangensis）为山茶科山茶属尖连蕊茶的变种。属中国原产的植物（非从国外引种）。
- 毛丝连蕊茶（学名：Camellia cuspidata var. trichandra）为山茶科山茶属的植物，是中国的特有植物。分布于中国大陆的云南、广西等地。